# Rete tranviaria di Odessa
La rete tranviaria di Odessa è la rete tranviaria che serve la città ucraina di Odessa.
Odessa è servita da 19 linee di tram regolari e 5 non regolari. I tram elettrici operano a Odessa dal 1910.

## Materiale rotabile
All'inizio del 2011, Odessa ha 210 tram Tatra T3, di cui 106 sono stati modernizzati. Nel 2006 sono iniziate le consegne dei tram K-1, prodotti nello stabilimento di Yuzhmash a Dnipro. Ci sono anche tram Tatra-Yug, prodotti lì.
Come vettura storica, c'è un tram retrò pseudo-Nievelles, realizzato con il tram MTV-82.